# BLS RBDe 565

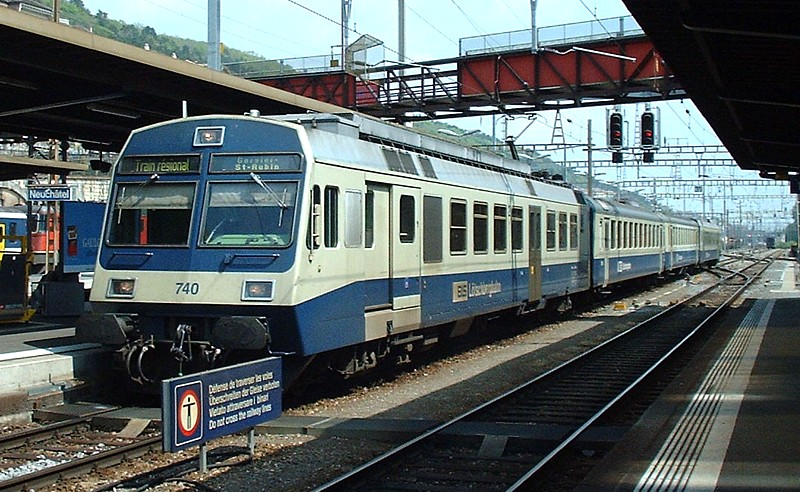
gare de Neuchâtel : RBDe 4/4 740 en livrée d'origine (mais le sigle GBS est déjà remplacé par celui du groupe BLS)

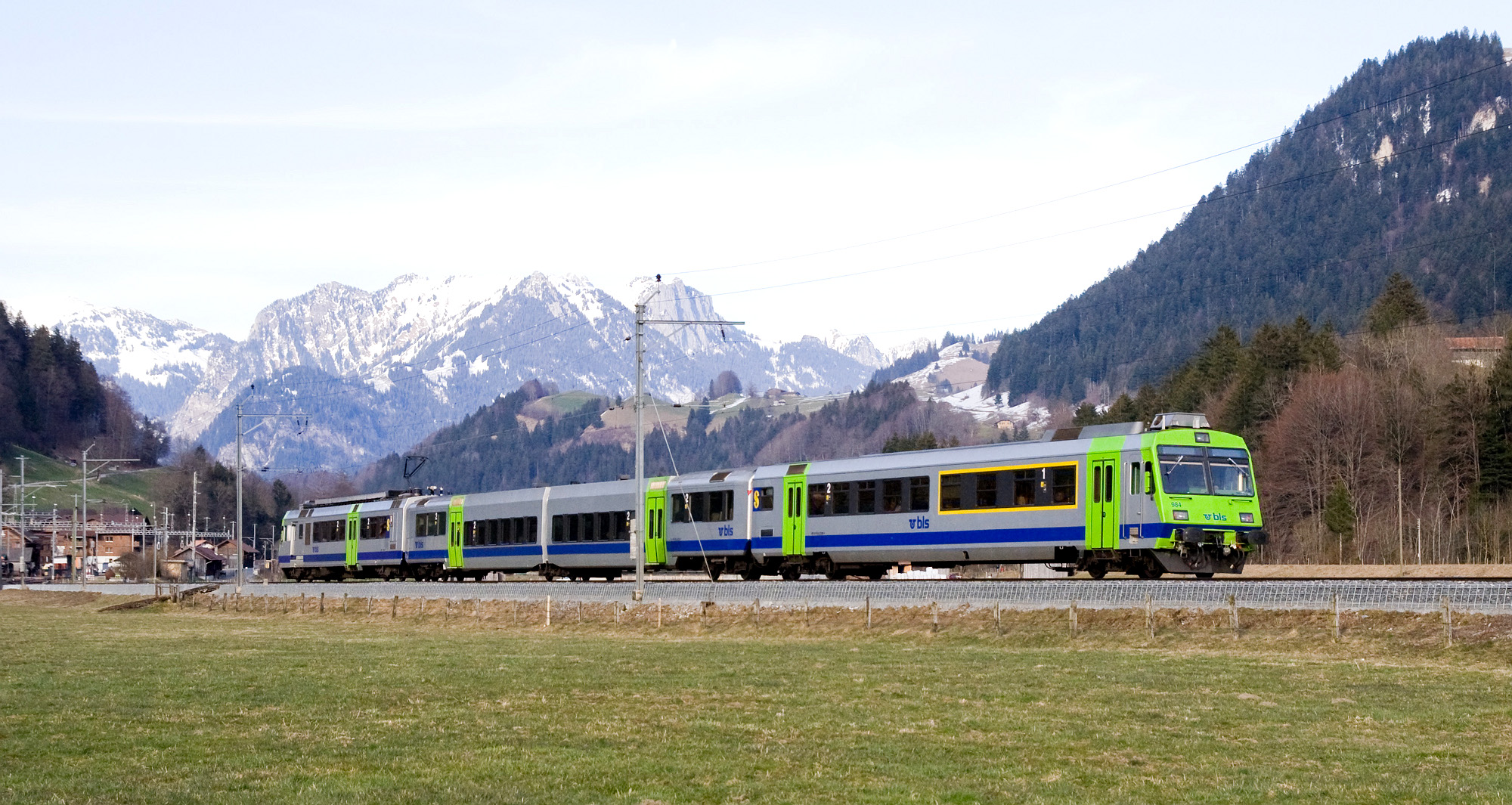
Train navette arpentant la ligne de l'Emmental

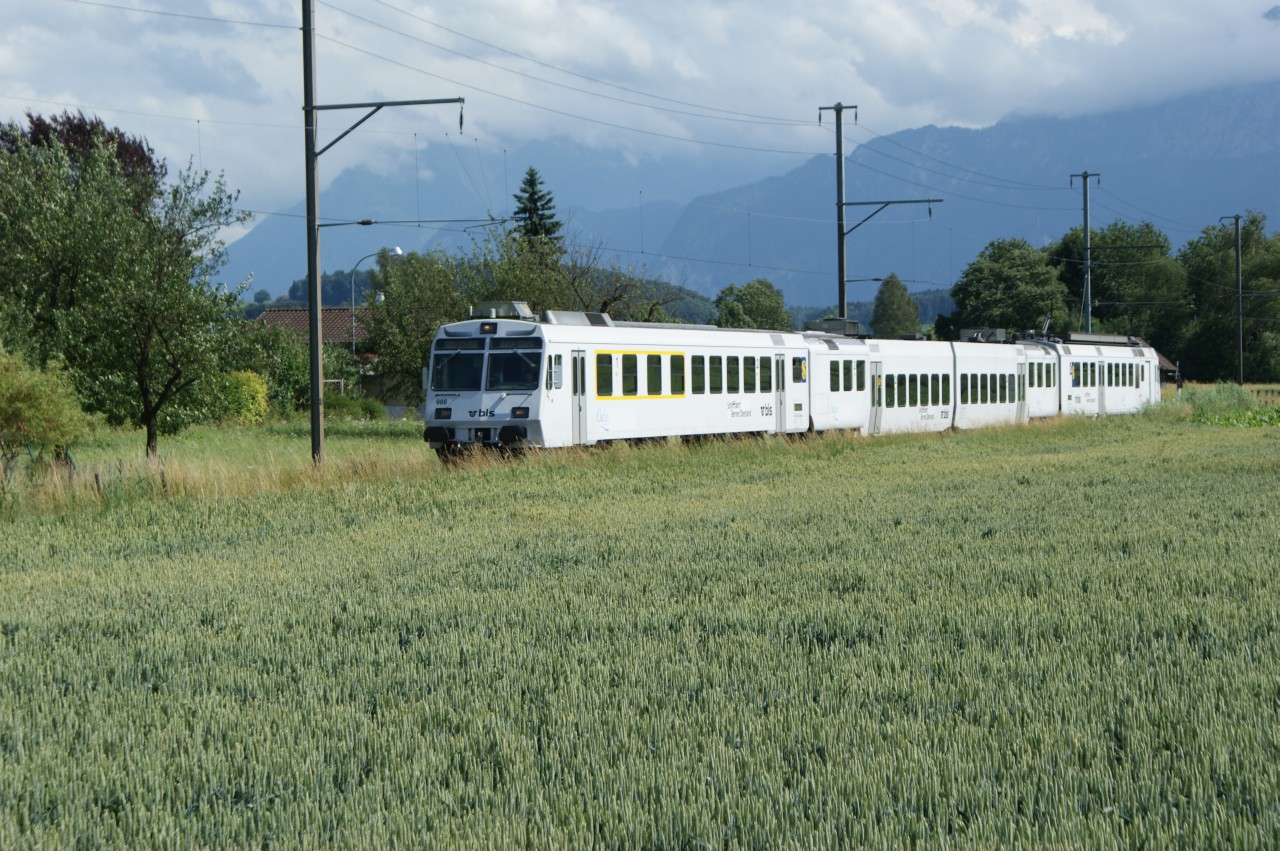
Rame publicitaire « White Bull » sur la ligne du Gürbetal

Les RBDe 565, anciennement RBDe 4/4, étaient des automotrices du BLS.

## Historique
Le groupe BLS a commandé les RBDe 4/4 en trois fois, pour équiper les chemins de fer du groupe :
- BLS : Bern–Lötschberg–Simplon
- SEZ : Spiez–Erlenbach–Zweisimmen
- GBS : Gürbetal–Bern–Schwarzenburg
- BN : Berne–Neuchâtel

| Série                                 | Année de livraison | BLS         | SEZ         | GBS         | BN          | Immatriculation UIC après transformation (2009–11) |
| ------------------------------------- | ------------------ | ----------- | ----------- | ----------- | ----------- | -------------------------------------------------- |
|                                       |                    |             |             |             |             |                                                    |
| Automotrices RBDe 4/4 RBDe 565        | 1981-82            | 721–722 (2) | 723–724 (2) | 725–729 (5) | 730 (1)     | 94 85 7 565 721–729 (9)                            |
| Automotrices RBDe 4/4 RBDe 565        | 1984-85            | 731 (1)     | 732–733 (2) | 734–736 (3) | 737–738 (2) | 94 85 7 565 731–738 (8)                            |
| Automotrices RBDe 4/4 RBDe 565        | 1991-92            | –           | 739 (1)     | 740 (1)     | 741–742 (2) | 94 85 7 565 739–742 (4)                            |
| Automotrices RBDe 4/4 RBDe 565        | Total              | 3           | 5           | 9           | 5           | 21                                                 |
|                                       |                    |             |             |             |             |                                                    |
| Voitures intermédiaires B 50 63 20-33 | 1981-82            | –           | 770–773 (4) | 780–783 (4) | 790 (1)     | 50 85 20-35 532–539, 543 (9)                       |
| Voitures intermédiaires B 50 63 20-33 | 1984-85            | 700 (1)     | –           | 784–786 (3) | 791–792 (2) | 50 85 20-35 531, 540–542, 544−545 (6)              |
| Voitures intermédiaires B 50 63 20-33 | 1991-92            | –           | –           | –           | –           | –                                                  |
| Voitures intermédiaires B 50 63 20-33 | Total              | 1           | 4           | 7           | 3           | 15                                                 |
|                                       |                    |             |             |             |             |                                                    |
| Voitures- pilotes ABt 50 63 39-33     | 1981-82            | 954–955 (2) | 971–972 (2) | 982–986 (5) | 992 (1)     | 50 85 80-35 961–970 (10)                           |
| Voitures- pilotes ABt 50 63 39-33     | 1984-85            | 956 (1)     | 973–974 (2) | 987–989 (3) | 993–994 (2) | 50 85 80-35 971–978 (8)                            |
| Voitures- pilotes ABt 50 63 39-33     | 1991-92            | –           | 975 (1)     | 979 (1)     | 995–996 (2) | 50 85 80-35 979–982 (4)                            |
| Voitures- pilotes ABt 50 63 39-33     | Total              | 3           | 5           | 9           | 5           | 22                                                 |

Le même type de véhicules a également été commandé par d'autres chemins de fer suisses :
- GFM : Gruyère–Fribourg–Morat, aujourd'hui TPF
- RVT : Régional du Val-de-Travers, aujourd'hui TransN
- EBT : Emmental–Burgdorf–Thun, aujourd'hui groupe BLS
- SMB : Solothurn–Münster-Bahn, aujourd'hui groupe BLS
- VHB : Vereinigte Huttwil-Bahnen (Chemins de fer réunis d'Huttwil), aujourd'hui groupe BLS
- BT : Bodensee–Toggenburg, aujourd'hui SOB

### B-Lego
Les quinze voitures intermédiaires sont également appelées B-Lego, sans doute à cause de leur aspect très carré par rapport aux autres voitures suisses (vu I, vu II, vu III et vu IV) qui rappelle les célèbres briques du fabricant danois.

### Engagement en 2016
- Regio Solothurn – Burgdorf – Konolfingen – Thun
- Regio (Burgdorf –) Hasle-Rüegsau – Konolfingen – Thun
- Regio Konolfingen – Thun (train supplémentaire)
- RER Berne, S2 Laupen - Bern - Konolfingen - Langnau
- RER Berne, S4 Langnau - Burgdorf - Bern - Belp - Thun

### Tableau des rames
| No BLS    | Livraison  | pour | Baptême               | Notes                                                       |
| --------- | ---------- | ---- | --------------------- | ----------------------------------------------------------- |
| 565 721-8 | 22.02.1982 | BLS  |                       | Radiée en mars 2024                                         |
| 565 722-6 | 26.03.1982 | BLS  |                       |                                                             |
| 565 723-4 | 14.10.1982 | SEZ  |                       | Ferraillée en mars 2024                                     |
| 565 724-2 | 25.11.1982 | SEZ  |                       | Radiée en juillet 2024                                      |
| 565 725-9 | 23.04.1982 | GBS  |                       | Radiée le 12 août 2024                                      |
| 565 726-7 | 13.05.1982 | GBS  |                       | Radiée en septembre 2024                                    |
| 565 727-5 | 10.06.1982 | GBS  |                       | Radiée en juillet 2024                                      |
| 565 728-3 | 01.07.1982 | GBS  |                       | Radiée en septembre 2024                                    |
| 565 729-1 | 05.08.1982 | GBS  |                       | Ferraillée le 30.11.2023                                    |
| 565 730-9 | 16.09.1982 | BN   |                       | Détruite par incendie le 16.11.2009                         |
| 565 731-7 | 16.08.1985 | BLS  | Bümpliz / Holligen    | Radiée en février 2024.                                     |
| 565 732-5 | 28.08.1985 | SEZ  | Erlenbach             | Ferraillée le 30.11.2023                                    |
| 565 733-3 | 11.09.1985 | SEZ  | Boltigen              | Ferraillée (05.2023)                                        |
| 565 734-1 | 26.09.1985 | BN   | Ins/Anet              | Ferraillée le 30.11.2023                                    |
| 565 735-8 | 14.10.1985 | GBS  | Belp                  | anc. livrée intégrale « White Bull »Radiée le 13 avril 2024 |
| 565 736-6 | 24.10.1985 | GBS  | Toffen                | Radiée en janvier 2023                                      |
| 565 737-4 | 31.10.1985 | BN   | Ferenbalm / Mühleberg | Ferraillée (08.2023)                                        |
| 565 738-2 | 12.11.1985 | BN   | Kerzers / Ried        | Radiée en janvier 2023                                      |
| 565 739-0 | 27.11.1991 | SEZ  | Wimmis                | Radiée fin 2023. Ferraillée en mars 2024.                   |
| 565 740-8 | 10.12.1991 | GBS  | Uetendorf             | Radiée en novembre 2022                                     |
| 565 741-6 | 19.12.1991 | BN   | Marin-Epagnier        | Ferraillée (05.2023)                                        |
| 565 742-4 | 07.02.1992 | BN   | St-Blaise             | Radiée en janvier 2023                                      |

## Modélisme ferroviaire
À l'exception de certains artisans (prix forcément élevés), aucun fabricant de modèles réduits ferroviaires n'a réalisé ces automotrices, alors que beaucoup de ferrovipathes espèrent encore en voir rouler sur leur réseau.